# Орлов, Сергей Васильевич (протоиерей)
Сергей Васильевич Орлов (29 июня (11 июля) 1890 — 7 февраля 1975) — священник Русской православной церкви.

## Биография
Родился 29 июня (11 июля) 1890 года в селе Акулово Московской губернии, где служили священниками Покровского храма его отец и дед.
После церковно-приходской школы в родном селе и Московского духовного училища при Донском монастыре он окончил Московскую духовную семинарию (1911), Императорский Варшавский университет, а также Киевский политехнический институт (со званием агронома). Работал в колхозах Крыма, Украины, Сибири. Вступил в брак, но через год овдовел.
В Московской области и Москве он был преподавателем в различных школах, а затем директором. В его доме в посёлке Дубки скрывалась схиигумения Фамарь (Марджанова), настоятельница Серафимо‐Знаменского скита, вместе с тридцатью сёстрами. Там же во время гонений жил епископ Арсений (Жадановский).
В 56 лет, 28 июля 1946 года, епископом Макарием (Даевым) в Московском храме в честь положения ризы Господней Сергей Орлов был рукоположён во диакона, а 2 августа — во пресвитера к Покровскому храму в селе Акулово. В 1950 году окончил Московскую духовную академию со степенью кандидата богословия.
По благословению патриарха Алексия протоиерей Сергий Орлов был келейно пострижен в монашество с именем Серафим, в честь преподобного Серафима Саровского. Отец Сергий и его сестра Елена, тайно постриженная в иноческий чин, ожидая открытия Дивеевского монастыря, активно собирали иконы для передачи их в него.
В 1974 году он вышел за штат по состоянию здоровья, оставаясь почётным настоятелем Покровского храма. Скончался 7 февраля 1975 года. Похоронен на церковном кладбище.